# Hale Center
Hale Center est une ville située au centre du comté de Hale, dans les plaines Llano Estacado, au Texas, aux États-Unis,. La ville est fondée en 1893 par la fusion des communautés de Hale City et Epworth, toutes deux créées en 1891.

## Démographie
Lors du recensement de 2010, la ville comptait une population de 2 252 habitants. Elle est estimée, en 2016, à 2 104 habitants.

### Source de la traduction
- (en) Cet article est partiellement ou en totalité issu de l’article de Wikipédia en anglais intitulé « Hale Center, Texas » (voir la liste des auteurs).